# Alessandro Puccini
Alessandro Puccini   (Cascina, 28 d'agost de 1968) és un tirador d'esgrima italià, ja retirat, especialista en floret, guanyador d'una medalla olímpica.
El 1992 va prendre part en els Jocs Olímpics d'Estiu de Barcelona, on fou sisè en la prova del floret per equips del programa d'esgrima. Quatre anys més tard, als Jocs d'Atlanta, va disputar dues proves del programa d'esgrima. En la prova del floret individual guanyà la medalla d'or, mentre en la del floret per equips fou vuitè.
En el seu palmarès també destaquen cinc medalles en el Campionat del món d'esgrima, dues d'or, dues de plata i una de bronze, entre el 1990 i el 1997. També guanyà una medalla d'or en el Campionat d'Europa d'esgrima de 1999, quatre medalles a les Universíades, una d'or, dues de plata i una de bronze, i dues medalles en els Jocs del Mediterrani, una d'or i una de bronze.